# ریچارد استاکتون
ریچارد استاکتون (به انگلیسی: Richard Stockton) سناتور سابق عضو حزب فدرالیست (آمریکا) بود. وی در سال ۱۷۹۶ تا ۱۷۹۹ میلادی سناتور ایالت نیوجرسی در سنای ایالات متحده آمریکا بود.